# Mala Žuljevica
Mala Žuljevica (en serbe cyrillique : Мала Жуљевица) est un village de Bosnie-Herzégovine. Il est situé dans la municipalité de Novi Grad et dans la république serbe de Bosnie. Selon les premiers résultats du recensement bosnien de 2013, il compte 64 habitants.

## Démographie

### Évolution historique de la population dans la localité
| 1948 | 1953 | 1961 | 1971 | 1981 | 1991 | 2013 |
| ---- | ---- | ---- | ---- | ---- | ---- | ---- |
| -    | -    | 325  | 221  | 186  | 97,  | 64   |

|  |

### Répartition de la population par nationalités (1991)
En 1991, les 97 habitants du village étaient tous serbes.